# Суґімура Дзіхей
Суґімура Дзіхей (яп. 杉村 治平; д/н ― після 1703) — японський художник періоду Едо.

## Життя і творчість
Про походження та власне ім'я художника відсутні якісь достеменні відомості. Період творчості припадає на 1681—1703 роки. Був учнем і послідовником художника Хішікава Моронобу. Внаслідок того, що спочатку Суґімура Дзіхей часто підписувався ім'ям свого вчителя та майже повністю копіював його стиль, роботи Дзіхея плутають з доробками Морнобу.
В доробку художника є ілюстрації до щонайменше 70 книг, низка великоформатних гравюр разом з багатьма гравюрами типових розмірів та форматів. Він виконав і кілька перших ітімай-е — ілюстрованих гравюр на окремих аркушах. Вважається, що саме Дзіхей впровадив в укійо-е станкову гравюру. Втім художник все ж спеціалізувався на жанрі сюнґа (гравюр з еротичним змістом). Його роботи вирізняються особливо яскравим і декоративним стилем, більш еротичним, ніж у Хішікава Моронобу. Прикладом є «Безсмертний Куме, що підглядає за красунею».
Разом з тим Суґімура Дзіхей також звертався до жанрового живопису: сцен народних гулянь і свят (гравюра «Танець лева»), сюжети популярних балад і оповідок, зображення відомих осіб («Придворна дама Сьо-Сікібу»).
Створював чорно-білі гравюри (техніка сумідзурі) з подальшим підфарбована від руки ніжними жовтими, зеленими і помаранчевими фарбами. Майстер часто приховував свій підпис у складках жіночого одягу.